# Juventus Football Club 1988-1989
Questa voce raccoglie le informazioni riguardanti la Juventus Football Club nelle competizioni ufficiali della stagione 1988-1989.

## Stagione

Il lusitano Rui Barros, tra i nuovi arrivi del mercato estivo nonché migliore marcatore stagionale dei bianconeri in campionato.

Il 12 luglio 1988 a Ginevra, in occasione del sorteggio per le competizioni europee della stagione seguente, l'allora presidente della confederazione calcistica europea, Jacques Georges, conferì una speciale Targa UEFA alla Juventus, rappresentata dall'allora presidente Giampiero Boniperti, in ragione dello storico primato raggiunto dai torinesi tre anni prima, ovvero la vittoria di tutte le competizioni ufficiali stagionali a livello internazionale all'epoca vigenti.
Si trattò dell'unico momento di gloria della stagione, in quanto la squadra che si apprestava ad affrontare il campionato 1988-1989 tradiva ambizioni pesantemente ridimensionate rispetto al recente passato, imbottita di volti nuovi e alle prese con un arduo ricambio generazionale; a supervisionare questo processo arrivarono due bandiere bianconere, una coppia di tecnici che piacque a critica e tifosi, il nuovo allenatore Dino Zoff e il suo vice Gaetano Scirea, questo ultimo ritiratosi dall'attività agonistica appena pochi mesi prima.
Sul fronte del mercato, la rosa vide l'innesto di nuovi giocatori in ogni reparto, come i mestieranti Galia e Marocchi rispettivamente in difesa e a centrocampo. Dopo la cessione della maggiore delusione della precedente annata, il gallese Rush non ambientatosi nel calcio italiano, l'attacco venne ridisegnato affiancando a Laudrup un veterano della Serie A quale il trentatreenne Altobelli, il quale dopo undici stagioni di Inter «tenta di riciclarsi alla Juve come anni prima Boninsegna»: nonostante un buon bottino sottorete (15 gol) che ne fece il migliore marcatore stagionale dei bianconeri, globalmente «l'operazione fallisce» anche per via di un serio infortunio. Il reparto offensivo venne completato con l'arrivo di due mezzepunte, il portoghese Rui Barros il quale ebbe un positivo impatto sulla squadra soprattutto in campionato (12 gol), e il discontinuo Zavarov, sulla carta tra i maggiori spunti d'interesse dell'annata in quanto primo calciatore di nazionalità sovietica ad approdare, a posteriori «senza fortuna», nel campionato italiano.

L'altro neoacquisto Alessandro Altobelli, arrivato a Torino dopo un decennio agli storici rivali dell'Inter e issatosi, pur tra vari acciacchi fisici, a capocannoniere stagionale della squadra, qui impegnato contro la retroguardia del RFC Liégeois nel retour match degli ottavi di Coppa UEFA.

La squadra juventina, sorretta da un gioco brillante ma carente dal punto di vista qualitativo, disputò un campionato chiuso al quarto posto della classifica, senza mai riuscire a inserirsi nella lotta-scudetto che vide primeggiare l'Inter dei record davanti al Napoli e al Milan; al neocapitano Cabrini, peraltro all'ultima sua stagione sotto la Mole, e compagni rimase la piccola soddisfazione di essere la sola formazione imbattuta nel doppio confronto con i nerazzurri scudettati. Al di sotto delle aspettative si rivelò anche il cammino in Coppa Italia dove i piemontesi non riuscirono a superare la seconda fase a gironi, eliminati da un raggruppamento non impossibile composto da modeste rivali quali Ascoli, Como e i cadetti del Brescia.
Più rimpianti lasciò la campagna europea in Coppa UEFA: dopo aver superato nei turni precedenti i rumeni dell'Oțelul Galați, gli spagnoli dell'Athletic Bilbao e i belgi del RFC Liégeois, il percorso degli uomini di Zoff s'interruppe ai quarti di finale per mano dei connazionali del Napoli – poi futuri vincitori dell'edizione –, con molte rimostranze da parte bianconera per la gestione arbitrale della sfida di ritorno al San Paolo, da cui i torinesi uscirono sconfitti ai tempi supplementari.

## Divise e sponsor
Il fornitore tecnico della stagione fu Kappa, mentre lo sponsor ufficiale fu Ariston.
| Casa (cotone) | Casa (fibre sintetiche) | Trasferta |

Fermo restando la conferma dell'approccio stilistico già visto nelle più recenti annate – classica divisa casalinga bianconera, e completo da trasferta gialloblù spezzato –, in questa stagione, per la prima volta nella sua storia la società sperimentò l'utilizzo di casacche realizzate con le moderne fibre sintetiche: tali divise, «più lucide ed aggressive», vennero sfoggiate dalla squadra nell'estate del 1988, per la fase a gironi di Coppa Italia, e il successivo 9 ottobre, per il debutto in campionato sul campo di Como; tuttavia, dopo quest'ultima gara il club reintrodurrà in pianta stabile le vecchie uniformi in cotone in uso sin dai primi anni 1970.
| 1ª portiere | 2ª portiere | 3ª portiere |

## Rosa
| N. |                      | Ruolo | Calciatore                 |
| -- | -------------------- | ----- | -------------------------- |
|    | Italia (bandiera)    | P     | Luciano Bodini             |
|    | Argentina (bandiera) | P     | Hugo Rubini                |
|    | Italia (bandiera)    | P     | Stefano Tacconi            |
|    | Italia (bandiera)    | D     | Sergio Brio                |
|    | Italia (bandiera)    | D     | Pasquale Bruno             |
|    | Italia (bandiera)    | D     | Antonio Cabrini (capitano) |
|    | Italia (bandiera)    | D     | Luigi De Agostini          |
|    | Italia (bandiera)    | D     | Luciano Favero             |
|    | Italia (bandiera)    | D     | Nicolò Napoli              |
|    | Italia (bandiera)    | D     | Roberto Tricella           |
|    | Italia (bandiera)    | C     | Salvatore Avallone         |

| N. |                             | Ruolo | Calciatore           |
| -- | --------------------------- | ----- | -------------------- |
|    | Italia (bandiera)           | C     | Renato Buso          |
|    | Italia (bandiera)           | C     | Roberto Galia        |
|    | Danimarca (bandiera)        | C     | Michael Laudrup      |
|    | Italia (bandiera)           | C     | Marino Magrin        |
|    | Italia (bandiera)           | C     | Giancarlo Marocchi   |
|    | Italia (bandiera)           | C     | Massimo Mauro        |
|    | Unione Sovietica (bandiera) | C     | Oleksandr Zavarov    |
|    | Italia (bandiera)           | A     | Alessandro Altobelli |
|    | Portogallo (bandiera)       | A     | Rui Barros           |
|    | Italia (bandiera)           | A     | Federico Giampaolo   |

## Risultati

### Serie A

#### Girone di andata
| Arbitro: | D'Elia (Salerno) |

|  |           |                                     |
|  | Marcatori | 3’ De Agostini 10’ Laudrup 32’ Buso |

| Arbitro: | Longhi (Roma) |

|                                    |           |                        |
| Zavarov 27’ De Agostini 41’ (rig.) | Marcatori | 35’ Domini 81’ Cuttone |

| Arbitro: | Baldas (Trieste) |

|                |           |             |
| Dell'Oglio 62’ | Marcatori | 69’ Laudrup |

| Torino 30 ottobre 1988, ore 14:30 CET 4ª giornata | Juventus                     | 0 – 0 referto | Milan | Stadio Comunale Vittorio Pozzo\| Arbitro: \| Agnolin (Bassano del Grappa) \| |
| Arbitro:                                          | Agnolin (Bassano del Grappa) |               |       |                                                                              |

| Arbitro: | Magni (Bergamo) |

|                           |           |                                                           |
| Poli 66’ Alessio 81’, 88’ | Marcatori | 15’ Rui Barros 42’ Altobelli 52’ (aut.) Demol 75’ Laudrup |

| Arbitro: | Lanese (Messina) |

|                                              |           |                                                     |
| Galia 48’ Zavarov 55’ De Agostini 77’ (rig.) | Marcatori | 3’ Carnevale 30’, 44’, 58’ Careca 85’ (rig.) Renica |

| Arbitro: | Cornieti (Forlì) |

|                |           |  |
| Rui Barros 12’ | Marcatori |  |

| Arbitro: | Pezzella (Frattamaggiore) |

|                 |           |                                                            |
| Been 85’ (rig.) | Marcatori | 4’ Rui Barros 33’ Altobelli 47’ Laudrup 80’ (rig.) Cabrini |

| Torino 11 dicembre 1988, ore 14:30 CET 9ª giornata | Juventus                     | 0 – 0 referto | Sampdoria | Stadio Comunale Vittorio Pozzo\| Arbitro: \| Agnolin (Bassano del Grappa) \| |
| Arbitro:                                           | Agnolin (Bassano del Grappa) |               |           |                                                                              |

| Arbitro: | Lanese (Messina) |

|            |           |           |
| Serena 20’ | Marcatori | 54’ Galia |

| Arbitro: | D'Elia (Salerno) |

|               |           |  |
| Altobelli 62’ | Marcatori |  |

| Arbitro: | Baldas (Trieste) |

|                     |           |                                                 |
| Giannini 84’ (rig.) | Marcatori | 12’ Altobelli 78’ Rui Barros 90’ (rig.) Cabrini |

| Arbitro: | Pezzella (Frattamaggiore) |

|                                 |           |                |
| Baggio 39’ (rig.) Borgonovo 89’ | Marcatori | 33’ Rui Barros |

| Arbitro: | Agnolin (Bassano del Grappa) |

|  |           |           |
|  | Marcatori | 88’ Evair |

| Roma 29 gennaio 1989, ore 14:30 CET 15ª giornata | Lazio           | 0 – 0 referto | Juventus | Stadio Olimpico\| Arbitro: \| Magni (Bergamo) \| |
| Arbitro:                                         | Magni (Bergamo) |               |          |                                                  |

| Arbitro: | Frigerio (Milano) |

|                |           |          |
| Rui Barros 49’ | Marcatori | 43’ Tita |

| Arbitro: | Longhi (Roma) |

|                  |           |  |
| Pacione 15’, 18’ | Marcatori |  |

#### Girone di ritorno
| Torino 19 febbraio 1989, ore 15:00 CET 18ª giornata | Juventus            | 0 – 0 referto | Como | Stadio Comunale Vittorio Pozzo\| Arbitro: \| Amendolia (Messina) \| |
| Arbitro:                                            | Amendolia (Messina) |               |      |                                                                     |

| Arbitro: | Agnolin (Bassano del Grappa) |

|              |           |                     |
| Agostini 89’ | Marcatori | 47’, 85’ Rui Barros |

| Arbitro: | Fabricatore (Roma) |

|                                   |           |  |
| Arslanović 5’ (aut.) Marocchi 39’ | Marcatori |  |

| Arbitro: | D'Elia (Salerno) |

|                                                |           |  |
| Tricella 12’ (aut.) Evani 14’ Mannari 69’, 86’ | Marcatori |  |

| Arbitro: | Sguizzato (Verona) |

|                            |           |  |
| Laudrup 49’ Rui Barros 56’ | Marcatori |  |

| Arbitro: | Agnolin (Bassano del Grappa) |

|                         |           |                                           |
| De Napoli 5’ Careca 49’ | Marcatori | 8’ Napoli 31’, 61’ Buso 90’ (rig.) Magrin |

| Arbitro: | D'Elia (Salerno) |

|                                 |           |  |
| Moriero 54’ Pasculli 65’ (rig.) | Marcatori |  |

| Arbitro: | Lanese (Messina) |

|                                            |           |                |
| Buso 10’ De Agostini 30’ (rig.) Napoli 73’ | Marcatori | 45’ Piovanelli |

| Arbitro: | Sguizzato (Verona) |

|             |           |                                  |
| Mancini 20’ | Marcatori | 68’ (rig.) De Agostini 86’ Galia |

| Arbitro: | D'Elia (Salerno) |

|                |           |            |
| Rui Barros 29’ | Marcatori | 55’ Serena |

| Torino 14 maggio 1989, ore 16:00 CEST 28ª giornata | Torino         | 0 – 0 referto | Juventus | Stadio Comunale Vittorio Pozzo\| Arbitro: \| Luci (Firenze) \| |
| Arbitro:                                           | Luci (Firenze) |               |          |                                                                |

| Arbitro: | Cornieti (Forlì) |

|                                          |           |                     |
| Manfredonia 23’ (aut.) Magrin 84’ (rig.) | Marcatori | 28’ (rig.) Giannini |

| Arbitro: | Felicani (Bologna) |

|         |           |            |
| Buso 4’ | Marcatori | 53’ Cucchi |

| Bergamo 4 giugno 1989, ore 16:30 CEST 31ª giornata | Atalanta            | 0 – 0 referto | Juventus | Stadio Comunale\| Arbitro: \| Coppetelli (Tivoli) \| |
| Arbitro:                                           | Coppetelli (Tivoli) |               |          |                                                      |

| Arbitro: | Magni (Bergamo) |

|                                                   |           |                       |
| Buso 21’, 79’ Piscedda 58’ (aut.) De Agostini 66’ | Marcatori | 17’ Gregucci 42’ Sosa |

| Pescara 18 giugno 1989, ore 17:00 CEST 33ª giornata | Pescara          | 0 – 0 referto | Juventus | Stadio Adriatico\| Arbitro: \| D'Elia (Salerno) \| |
| Arbitro:                                            | D'Elia (Salerno) |               |          |                                                    |

| Arbitro: | Lanese (Messina) |

|                                |           |  |
| Laudrup 9’ Rui Barros 73’, 79’ | Marcatori |  |

### Coppa Italia

#### Primo turno
| Cosenza 21 agosto 1988, ore 20:45 CEST 1ª giornata | Cosenza                   | 0 – 0 referto | Juventus | Stadio San Vito\| Arbitro: \| Pezzella (Frattamaggiore) \| |
| Arbitro:                                           | Pezzella (Frattamaggiore) |               |          |                                                            |

| Arbitro: | Felicani (Bologna) |

|                                                 |           |           |
| Altobelli 17’, 36’ (rig.), 50’ Laudrup 19’, 53’ | Marcatori | 82’ Pizzi |

| Arbitro: | Lanese (Messina) |

|               |           |               |
| Fortunato 52’ | Marcatori | 42’ Altobelli |

| Arbitro: | Sguizzato (Verona) |

|                         |           |                                               |
| Lerda 35’ D'Ignazio 71’ | Marcatori | 37’, 55’, 88’ (rig.) Altobelli 84’ Rui Barros |

| Arbitro: | Cornieti (Forlì) |

|                                      |           |                         |
| Brio 43’ (aut.) Galderisi 52’ (rig.) | Marcatori | 46’ Alessio 64’ Cabrini |

#### Secondo turno
| Arbitro: | Baldas (Trieste) |

|  |           |                                |
|  | Marcatori | 16’ (aut.) Zavarov 29’ Benetti |

| Torino 21 settembre 1988, ore 20:30 CEST 2ª giornata | Juventus       | 0 – 0 referto | Como | Stadio Comunale Vittorio Pozzo\| Arbitro: \| Luci (Firenze) \| |
| Arbitro:                                             | Luci (Firenze) |               |      |                                                                |

| Arbitro: | Coppetelli (Tivoli) |

|  |           |                 |
|  | Marcatori | 9’, 29’ Zavarov |

### Coppa UEFA
| Arbitro: | Namoğlu |

|                   |           |  |
| Profir 62’ (rig.) | Marcatori |  |

| Arbitro: | Thomas |

|                                                           |           |  |
| De Agostini 17’ Laudrup 26’ Barros 28’, 71’ Altobelli 49’ | Marcatori |  |

| Arbitro: | Midgley |

|                                                   |           |            |
| Laudrup 4’, 52’ Galia 24’ Mauro 40’ Altobelli 47’ | Marcatori | 36’ Uralde |

| Arbitro: | Fredriksson |

|                              |           |                       |
| Uralde 52’ Andrinua 58’, 70’ | Marcatori | 35’ Laudrup 77’ Galia |

| Arbitro: | Valentine |

|  |           |               |
|  | Marcatori | 18’ Altobelli |

| Arbitro: | Prokop |

|               |           |  |
| Altobelli 16’ | Marcatori |  |

| Arbitro: | Courtney |

|                                |           |  |
| Bruno 14’ Corradini 44’ (aut.) | Marcatori |  |

| Arbitro: | Kirschen |

|                                               |           |  |
| Maradona 10’ (rig.) Carnevale 45’ Renica 119’ | Marcatori |  |

## Statistiche

### Statistiche di squadra
| Competizione | Punti | In casa | In casa | In casa | In casa | In casa | In casa | In trasferta | In trasferta | In trasferta | In trasferta | In trasferta | In trasferta | Totale | Totale | Totale | Totale | Totale | Totale | DR  |
| Competizione | Punti | G       | V       | N       | P       | Gf      | Gs      | G            | V            | N            | P            | Gf           | Gs           | G      | V      | N      | P      | Gf     | Gs     | DR  |
| ------------ | ----- | ------- | ------- | ------- | ------- | ------- | ------- | ------------ | ------------ | ------------ | ------------ | ------------ | ------------ | ------ | ------ | ------ | ------ | ------ | ------ | --- |
| Serie A      | 43    | 17      | 8       | 7       | 2       | 26      | 15      | 17           | 7            | 6            | 4            | 25           | 21           | 34     | 15     | 13     | 6      | 51     | 36     | +15 |
| Coppa Italia | -     | 4       | 1       | 2       | 1       | 5       | 5       | 5            | 2            | 3            |              | 9            | 5            | 9      | 3      | 5      | 1      | 14     | 10     | +4  |
| Coppa UEFA   | -     | 4       | 4       |         |         | 13      | 1       | 4            | 1            |              | 3            | 4            | 6            | 8      | 5      | 0      | 3      | 17     | 7      | +10 |
| Totale       | -     | 25      | 13      | 9       | 3       | 44      | 21      | 26           | 10           | 9            | 7            | 38           | 32           | 51     | 23     | 18     | 10     | 82     | 53     | +29 |

## Giovanili

### Organigramma
- Primavera
  - Allenatore: Antonello Cuccureddu

- Berretti
  - Allenatore: Nenè

- Allievi
  - Allenatore: Salvatore Jacolino

- Giovanissimi
  - Allenatore: Elio Mesiti

### Piazzamenti
- Primavera:
  - Campionato: ?
  - Coppa Italia: ?